# Tammiku (Martna)
Tammiku – wieś w Estonii, w prowincji Lääne, w gminie Martna.